# Charley
Charley is een Nederlandse speelfilm uit 1986 van Theo van Gogh.

## Verhaal
Marie Kooyman speelt een seriemoordenares die mannen versiert, vermoordt en vervolgens opeet. Haar motief voor de moorden is een incestverleden.
De figuur 'inspecteur Beerekamp' in deze film is gebaseerd op de filmcriticus Hans Beerekamp, met wie Van Gogh niet op goede voet verkeerde.

## Hoofdrolspelers
- Marie Kooiman
- Rosita Steenbeek
- Michiel Berkel